# Gaudium et Spes
De pastorale constitutie Gaudium et Spes (Latijn voor Blijdschap en Hoop) over de Kerk in de wereld van vandaag is een document van het Tweede Vaticaans Concilie (1962-1965). Het werd op het concilie zelf ontwikkeld en op 7 december 1965, de laatste zittingsdag van het concilie, uitgegeven. Zij is een van de vier constituties van het concilie en wordt door veel theologen als het belangrijkste conciliedocument beschouwd. In het document is de invloed van de encyclieken Mater et Magistra en Pacem in Terris van paus Johannes XXIII merkbaar.
Aan het begin van het Tweede Vaticaans Concilie lagen er meer dan 70 ontwerpen voor conciliedocumenten gereed voor bespreking. In de vier zittingsperioden van het concilie werden deze teksten ingekort, samengevat of geschrapt. Men kwam niet aan bespreking van alle teksten toe.
Het bijzondere van de tekst van Gaudium et Spes is dat deze door inspanning van de concilievaders zelf tijdens het concilie tot stand gekomen is. Waar paus Pius XII in zijn encycliek Humani Generis op eerder waarschuwende wijze de moderniteit had benaderd, wilden de concilievaders in dit document op meer positieve wijze de hedendaagse wereld tegemoet treden. Illustratief is dat betreffende de anticonceptie de kerkvaders schreven dat 'het bereiken van een edelmoedige doch verantwoorde vruchtbaarheid' een zaak is tussen de echtelieden en God. Ze steunden hierbij onder andere op de encycliek Casti Connubii van paus Pius XI uit 1930 en de conclusies van het eerste congres van Katholieke Dokters, gehouden op Malta in 1964.